# Обрад Стевановић
Обрад Стевановић (Бреково, 1953 — 8. април 2025) био је генерал-потпуковник полиције Србије и редовни професор на Криминалистичко-полицијском универзитету.

## Биографија
Обрад Стевановић је рођен 1953. године у селу Бреково код Ариља, где је 1969. године завршио основну школу. Средњу школу унутрашњих послова у Сремској Каменици је завршио 1973. године и ту је до 1979. године радио као наставник и командир наставног вода. На Војној академији копнене војске у Београду је завршио студије 1977. године. Магистрирао је на Факултету одбране и заштите у Београду 1999. године, а докторирао је 2008. године на Факултету безбедности Универзитета у Београду са дисертацијом "Посебности албанског тероризма на Косову и Метохији".
Од 1979. године је радио у Министарству унутрашњих послова Републике Србије, где је прошао сва звања од самосталног инспектора до генерал-потпуковника.
Од 1997. године је био предавач на Полицијској академији и то је остао кроз све њене организационе моделе. У звање ванредног професора је изабран 2012. године. Тренутно је редовни професор на Криминалистичко-полицијском универзитету.
Током рата у Хрватској, Босни и Херцеговини и на Косову и Метохији, командовао је Посебним јединицама полиције (ПЈП) Ресора јавне безбедности. Један је од тројице потписника војно-техничког споразума у Куманову 1999. године, којим је окончана НАТО агресија на СР Југославију.
Једно време је био помоћник и саветник министра унутрашњих послова.
Сведочио је пред Хашким трибуналом као сведок одбране у процесу против Јовице Станишића и Франка Симатовића.

## Одликовања
- Медаља заслуга за народ
- Орден рада са златним венцем
- Орден југословенске заставе